# Peer-to-Peer-Kredit
Ein Peer-to-Peer (P2P) Kredit  (englisch peer-to-peer lending oder person-to-person lending) ist eine Art der Kreditvergabe, die Einzelpersonen (Kreditgeber) verbindet, die Kredite direkt an andere Personen (Kreditnehmer) vergeben, ohne dass traditionelle Finanzintermediäre wie Banken beteiligt sind. Dieser Prozess wird in der Regel durch Online-Plattformen erleichtert, die Kreditnehmer, die Gelder suchen, mit Anlegern verbinden, die an potenziell höheren Renditen interessiert sind. P2P-Kredite zeichnen sich oft durch ihre schnelleren und flexibleren Kreditvergabeprozesse aus, zusammen mit weniger Einschränkungen für Kreditnehmer und Möglichkeiten für Kreditgeber, ihre Anlageportfolios zu diversifizieren. Dieser Ansatz hat sich aufgrund seines Potenzials für höhere Renditen und geringerer bürokratischer Hürden an Bedeutung gewonnen.

## Charaktereigenschaften
Das Hauptmerkmal von P2P-Krediten ist das Fehlen traditioneller Finanzinstitute in diesem Prozess. Spezialisierte Plattformen wie Mintos und Bondora kümmern sich um verschiedene Aspekte der Kreditvergabe, von der Bonitätsprüfung bis zur Kreditvergabe. Diese Plattformen führen Kreditbewertungen von Kreditnehmern durch und kategorisieren sie auf der Grundlage des Risikoniveaus, das mit ihrer finanziellen Situation verbunden ist. Laut Northern Finance können P2P-Kredite Renditen von über 11 % erzielen, die die Renditen herkömmlicher Sparkonten übertreffen können. Darüber hinaus ermöglicht P2P-Kreditvergabe Kreditgebern, ihre Investitionen auf mehrere Kredite zu verteilen, wodurch das Risiko möglicherweise reduziert und gleichzeitig die Rendite maximiert wird.

## Funktionen
Der Kreditvergabeprozess beginnt damit, dass Kreditnehmer Anträge auf einer P2P-Plattform einreichen und ihre finanziellen Verhältnisse detailliert beschreiben. Die Plattform beurteilt die Kreditwürdigkeit des Kreditnehmers und vergibt einen Risiko-Score, anhand dessen potenzielle Kreditgeber ihre Anlageentscheidungen treffen können. Kredite werden in der Regel von mehreren Kreditgebern finanziert, von denen jeder einen Teil des gesamten Kreditbetrags beisteuert. Sobald der Kredit vollständig finanziert ist, erhält der Kreditnehmer das Geld und zahlt den Kredit in Raten zurück, die anschließend an die einzelnen Kreditgeber verteilt werden. Diese Struktur ermöglicht es Kreditgebern, direkt Zinsen auf ihre Investitionen zu verdienen.

## Unterschiede zum Crowdlending
P2P-Kredite und Crowdlending werden zwar oft synonym verwendet, bedienen aber unterschiedliche Märkte und Arten von Krediten. Crowdlending bezieht sich in der Regel auf die Kreditvergabe an Unternehmen oder Start-ups, bei der mehrere Investoren ihre Gelder bündeln, um ein bestimmtes Projekt oder eine bestimmte Geschäftsentwicklung zu unterstützen. Im Gegensatz dazu handelt es sich bei P2P-Krediten in der Regel um kleinere Privatkredite, die sich an Privatpersonen und nicht an Unternehmen richten. Crowdlending ist oft mit höheren Summen und höheren Risiken verbunden, während P2P-Kredite auf individuelle Bedürfnisse zugeschnitten sind, wie z. B. Verbraucherkredite oder Schuldenkonsolidierung, oft mit geringeren Ausfallrisiken.

## Nutzen
Für Kreditnehmer besteht der Hauptvorteil der P2P-Kreditvergabe in der Zugänglichkeit von Geldern ohne die strengen Kriterien, die von traditionellen Banken festgelegt werden. Kreditnehmer profitieren oft von niedrigeren Zinssätzen, und der Genehmigungsprozess ist in der Regel schneller. Für Kreditgeber bieten P2P-Kredite die Möglichkeit auf höhere Renditen im Vergleich zu herkömmlichen Finanzprodukten, wie Sparkonten oder Anleihen. Die Plattformen bieten eine Vielzahl von Krediten an, die es Kreditgebern ermöglichen, ihre Investitionen auf mehrere Kreditnehmer zu diversifizieren. Laut Northern Finance können die durchschnittlichen Renditen von P2P-Krediten deutlich höher sein und oft über 11 % liegen.

## Risiken
Trotz der Vorteile bergen P2P-Kredite mehrere Risiken. Eine Hauptsorge der Kreditgeber ist die Möglichkeit von Zahlungsausfällen der Kreditnehmer, zumal viele P2P-Kredite ungesichert sind. Obwohl Plattformen Bonitätsprüfungen durchführen, gibt es keine Garantie dafür, dass die Kreditnehmer ihre Kredite zurückzahlen. Darüber hinaus sind P2P-Kreditinvestitionen nicht durch eine Einlagensicherung geschützt, wie dies bei traditionellen Bankspareinlagen der Fall ist, was bedeutet, dass Kreditgeber im Falle eines Zahlungsausfalls einen Teil oder ihr gesamtes Kapital verlieren könnten. Ein weiteres Risiko ist die mögliche Insolvenz der Kreditplattform selbst, die zum Verlust ausstehender Kredite oder zu Zahlungsverzögerungen führen könnte.

## Regulierung
P2P-Kreditplattformen unterliegen in verschiedenen Ländern spezifischen Finanzvorschriften. In Deutschland beispielsweise beaufsichtigt die Bundesanstalt für Finanzdienstleistungsaufsicht (BaFin) P2P-Kreditplattformen und stellt die Einhaltung gesetzlicher Anforderungen sicher, die sowohl Kreditnehmer als auch Kreditgeber schützen. Plattformen müssen sich an lokale Vorschriften halten, die Offenlegungsmandate, Risikomanagementstandards und Berichtspflichten umfassen können. In einem regulierten Umfeld sind Plattformen oft mit höheren Transparenzstandards konfrontiert, um faire Praktiken zwischen allen Beteiligten zu fördern.

## Beliebte Plattformen
Mehrere prominente Plattformen erleichtern P2P-Kredite, darunter Auxmoney, Bondora und Mintos. Diese Plattformen richten sich sowohl an kleine als auch an große Anleger und bieten eine Vielzahl von Kreditoptionen, die auf unterschiedliche Risikoprofile und Anlagestrategien abgestimmt sind. Viele Plattformen verfügen über automatische Anlagestrategien, die den Prozess sowohl für Anfänger als auch für erfahrene Anleger zugänglich machen, die höhere Renditen anstreben.